# Byng (Oklahoma)
Byng – miejscowość w Stanach Zjednoczonych, w stanie Oklahoma, w hrabstwie Pontotoc.